# Odilon Calay
Odilon Calay, né le 20 janvier 1873 à Magery-sous-Houmont (commune de Tillet) et mort le 8 juin 1960, est le concepteur d'une méthode de sténographie. Odilon Calay fut le concepteur de la méthode de sténographie francophone la plus rapide qui ait jamais existé[non neutre]. Elle fut enseignée en Belgique et reconnue par le gouvernement belge parmi les méthodes officielles pour les établissements scolaires, de 1920 à 1960.

## Biographie
Odillon Calay est l'aîné d'une famille de 10 enfants.
Vers l'âge de cinq ans, il se broie la main droite dans une machine du moulin-scierie de ses parents. C'est la raison pour laquelle il accède à des études plus poussées, alors que ses frères et sœurs travaillent dans l'entreprise familiale.
Il est d'abord instituteur à l'école normale de Carlsbourg. Il enseigne ensuite dans la région, mais sans poste fixe, car il écrit de la main gauche, ce qui n'est pas un exemple pour les enfants de l'époque.
En 1893, il quitte les Ardennes pour aller habiter Liège, où il travaille dans une banque.
Il s'inscrit également à l'Université de Liège, et il obtient le diplôme de licencié en sciences commerciales.
Il épouse en 1900 à Liège Léonie Delleur (1875-1921), le couple a 6 enfants.
La seconde de ses filles, Sidonie Calay (1902-1996), épouse Eugène van Molle (1904-1934), ingénieur civil des mines, qui meurt tragiquement à l'âge de 30 ans dans le sauvetage consécutif au deuxième coup de grisou du charbonnage du Fief de Lamberchies le 17 mai 1934.
La quatrième de ses filles, Eva Calay (d) (1908-1992), économe générale des Filles de la Croix de Liège, Juste parmi les Nations, sera l'initiatrice de la construction, puis administrateur général de la clinique Notre Dame des Bruyères (Bois-de-Breux, Chênée, Liège), jusqu'à son décès. Cet hôpital fut racheté et géré depuis lors par le CHU de Liège.
La famille Delleur de l'épouse d'Odilon Calay possédait également divers ateliers de fabrication de bouchons couronne et d'imprimerie sur métaux, à Liège puis à Bruxelles, qu'Odilon dirigera durant sa vie avec plus ou moins de succès.
Il est passionné d''écriture rapide : la sténographie.
Dès son installation à Liège en 1893, il s'intéresse et approfondit la sténographie, qu'il commence à enseigner au Cercle polyglotte et d'études commerciales de Liège.
Le Cercle Polyglotte, à l'époque, enseignait les trois méthodes : Duployé, Prévost-Delaunay, et Aimé Paris-Guénin.
Les concours de sténographie qui étaient organisés à Liège mirent en évidence la plus grande rapidité du système Aimé Paris-Guénin par rapport aux deux autres, et Odilon Calay décide alors de reprendre ce système-là et de le développer.
Il publie en 1901 la première édition de son cours de sténographie, qui connaîtra jusqu'en 1947 douze éditions successives.
Le développement apporté par Odilon Calay est un véritable coup de génie, puisqu'il va permettre de passer d'une écriture de 100 mots par minute (système Aimé Paris-Guénin) à une écriture de 120 à 130 mots par minute (système Calay).
Lors des championnats de sténographie (très en vogue entre 1910 et 1940), c'est la méthode Calay qui remporte quasiment tous les prix, avec des vitesses allant de 170 à 180 mots par minute.
Odilon Calay, pour arriver à ces performances, apporte 32 modifications d'écriture à la méthode Aimé Paris-Guénin. Ces modifications, très subtiles, s'appliquent aussi bien à la suppression de certaines lettres, qu'à la simplification des symboles ou des terminaisons usuelles, etc.
Il fut nommé professeur à l'Université de Liège, où il enseigne de 1907 à 1943, mais ses activités l'ont aussi amené à devenir vice-président de l'Association sténographique de Belgique, président de l'association professionnelle des sténographes liégeois, vice-président du Congrès international de sténographie, etc.
Il meurt en 1960 à Liège, après avoir formé 15 000 élèves.
Il est inhumé au Cimetière de Robermont à Liège.

## Titres
- Médaille d'Argent à l'exposition internationale et universelle de Gand en 1913
- Médaille d'Or à l'exposition internationale de sténographique de Bruxelles en 1927

## Œuvres
- Cours de sténographie (éditions 1 à 12, 1901 à 1947)
- Revue mensuelle commerciale en sténographie : L'Actualité, parue de 1912 à 1940

## Sources
- Université de Liège : Liber Memorialis de 1931, 1936, 1960, 1967
- Revue de Carlsbourg (octobre 1960)
- Site internet de François Calay, son petit-fils (fr) Méthode Odilon Calay, Eva Calay